# الکس رمیرو
الکس رمیرو (انگلیسی: Álex Remiro؛ زادهٔ ۲۴ مارس ۱۹۹۵) بازیکن فوتبال اهل اسپانیا است.
از باشگاه‌هایی که در آن بازی کرده‌است می‌توان به اتلتیک بیلبائو و اتلتیک بیلبائو بی اشاره کرد.
وی همچنین در تیم ملی فوتبال زیر ۱۹ سال اسپانیا بازی کرده‌است.